# جوناثان زاكس
جوناثان زاكس (بالإنجليزية: Jonathan Sachs) هو عالم حاسوب ومبرمج أمريكي، ولد في 25 يونيو 1947 في بالتيمور في الولايات المتحدة.